# 東新町站
東新町站（日语：／ Higashi-Shimmachi eki */?）是位於愛知縣新城市平井字若杉12號，東海旅客鐵道（JR東海）的飯田線車站。

## 歷史
- 1914年（大正3年）1月1日 - 豐川鐵道車站啟用[2]。
- 1943年（昭和18年）8月1日 - 豐川鐵道被國有化，成為飯田線的一部分[2][3]。
- 1971年（昭和46年）12月1日 - 結束貨物和行李起卸業務[2]。
- 1987年（昭和62年）4月1日 - 伴隨國鐵分割民營化，車站由東海旅客鐵道（JR東海）營運[2][3]。
- 2008年（平成20年） - 新車站大樓開始使用。

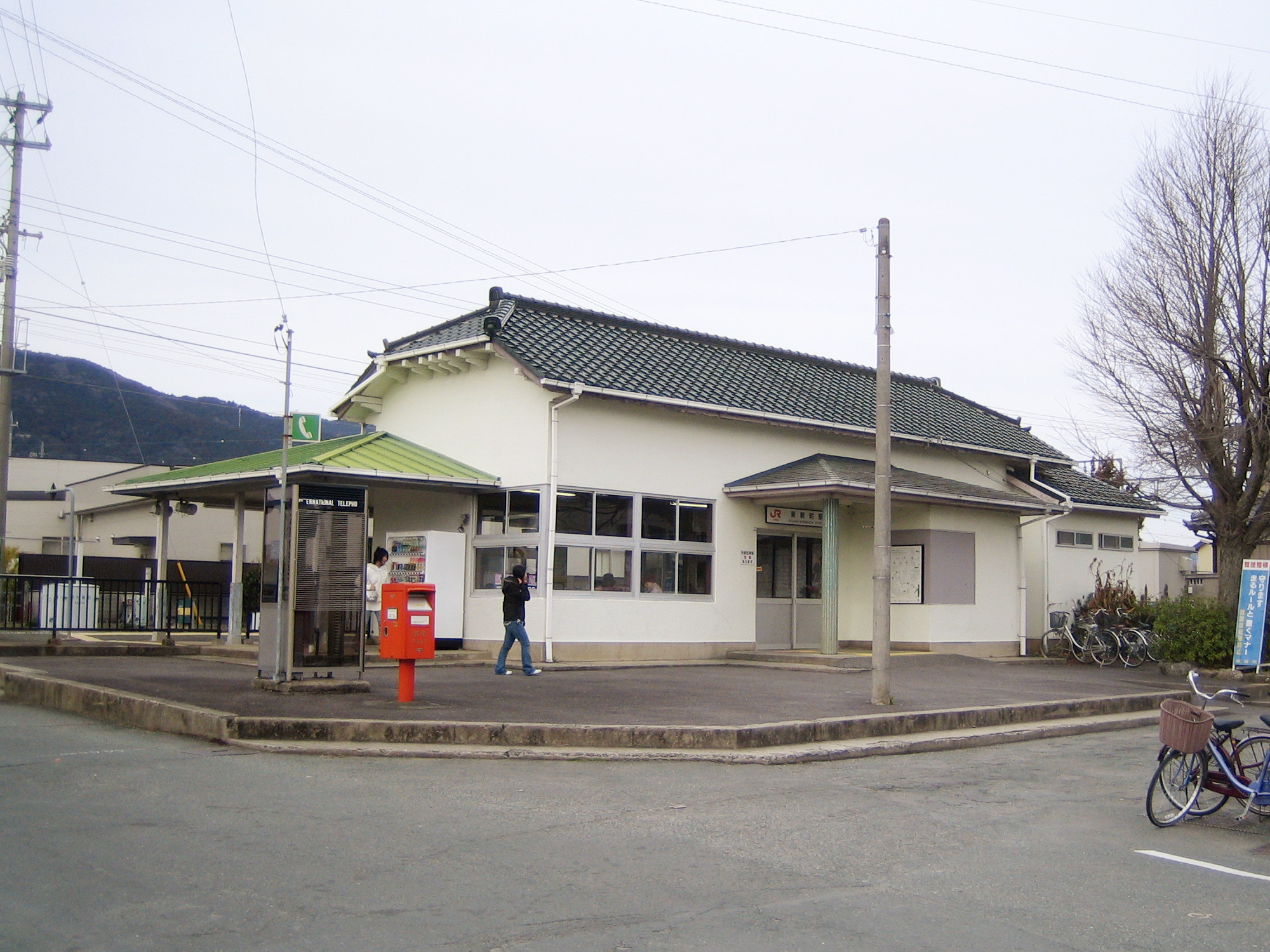
舊站房（2007年2月）

## 車站構造
車站是一座地面車站，設有1面1線的單式月台。此站至本長篠站之間的各站月台均可容納5卡車廂。現時此站進行了工程，因此月台靠近豐橋一方削短了，此站的月台只可容納4卡車廂。現時月台對面曾經設有另一座月台。現時路軌已經撒走，剩下了月台遺蹟。
車站大樓在2008年（平成20年）進行了翻新。
截至2007年，此站是站長配置車站（業務委託車站），由豐川站管理此站，委托了JR東海子公司東海交通事業負責車站業務。隨著使用人次減少，於2012年3月尾計劃變為無人車站。在新城市2012年度預算中，加入了「乘車票類販賣事業」，委托新城市負責車站業務，成為簡易委託車站。同年4月1日窗口業務繼續營業。當初計劃在3年後決定繼續營業與否。由於鄰近的居民的需求，截至2020年6月仍然繼續設有窗口業務，方便乘客。

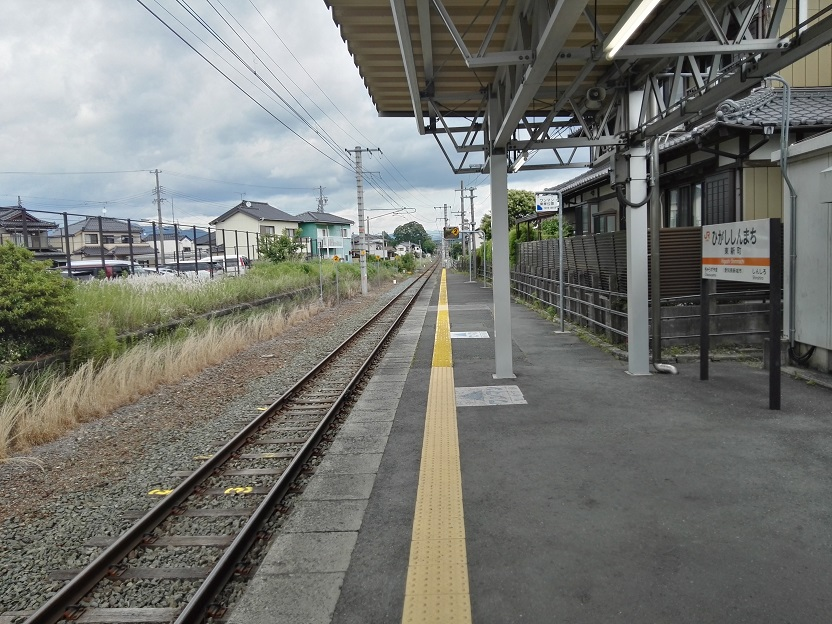
月台(2019年6月)
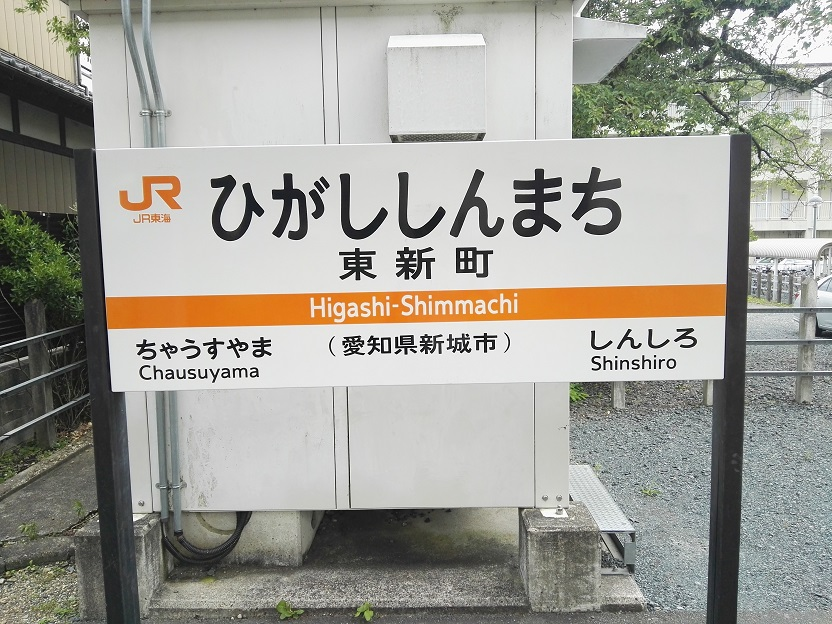
站名牌(2019年6月)
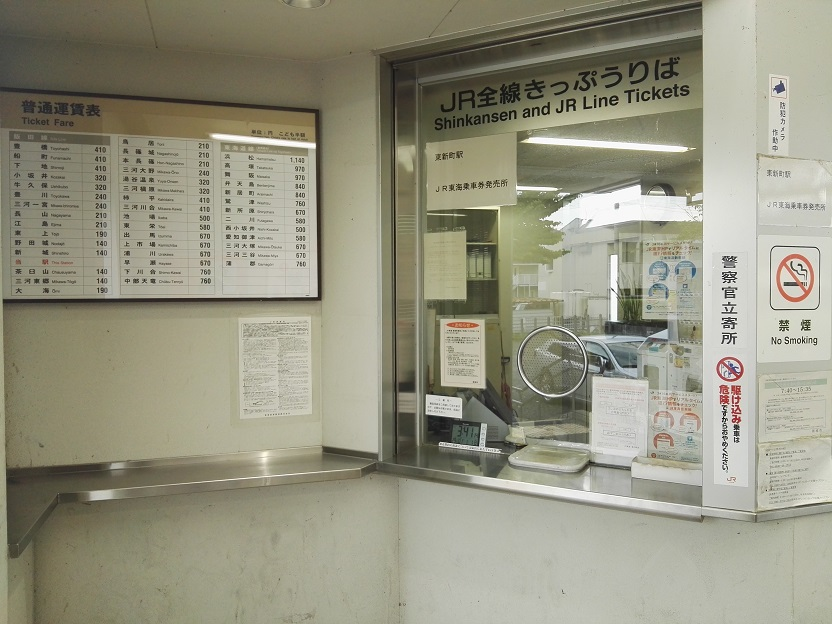
售票處(2019年6月)

## 車站周邊
車站位於新城市新城地區北部地區，在新城市中心的東邊。
- 愛知縣新城設樂合同廳舍
- 新城保健所
- 新城地域文化廣場（日语：新城地域文化広場）
  - 新城文化會館
  - 新城圖書館（日语：新城図書館）
- 愛知縣立新城高等學校（日语：愛知県立新城高等学校）
- 櫻淵公園（日语：桜淵公園）
- 國道151號（日语：国道151号）
- 豐鐵巴士（日语：豊鉄バス）新豐線 東新町巴士站
- 新城市S巴士（日语：新城市Sバス）作手線 東新町巴士站
- 杉山藥品（日语：スギヤマ薬品）新城東店
- 愛知縣道444號東新町停車場線（日语：愛知県道444号東新町停車場線）

## 相鄰車站
東海旅客鐵道（JR東海）
 飯田線
■快速（只有上行班次）、■普通
新城－東新町－茶臼山

## 注腳
1. ↑  JR東海移動等便利化取組報告書
2. 1 2 3 4  石野哲（編）. . JTB. 1998: 99頁. ISBN 978-4-533-02980-6 （日语）.
3. 1 2  曾根悟（監修）. 朝日新聞出版分冊百科編集部（編集） , 编. . 週刊 歴史でめぐる鉄道全路線 国鉄・JR (朝日新聞出版). 2009-07-26, (3): 15–17 （日语）.
4. 1 2  川島令三. . 第4卷 鹽尻站至名古屋東部. 講談社. 2010: 34頁（配線圖）、76頁. ISBN 978-4-06-270064-1.。方角的配線圖與實際地圖比較對照。
5. ↑  笠原香・塚本雅啓. . 大正出版. 2007: 95頁. ISBN 978-4-8117-0657-3 （日语）.
6. ↑  東海旅客鉄道（編）. . 東海旅客鉄道. 2007: 732・733頁 （日语）.
7. ↑  『しんしろ市議会だより』No.27 平成24年2月15日PDF（日語），p6（新城市官方網站）
8. ↑  「飯田線の3駅、4月から無人化へ 利用者大幅減に伴う措置」[]，東愛知新聞，2011年11月23日發布
9. ↑  「新城市 平成24年度予算案の概要PDF」（日語），p9、26（新城市官方網站）
10. ↑  『しんしろ市議会だより』N0.28 平成24年5月15日 PDF（日語），p11（新城市官方網站）
11. ↑  『平成24年3月定例会 予算・決算委員会（当初予算）記録』PDF（日語），p3（新城市官方網站）
12. ↑  新城市議会議事録 （页面存档备份，存于）（日語） - 2018年9月18日